# うそ×モテ 〜うそんこモテモテーション〜
『うそ×モテ 〜うそんこモテモテーション〜』は、2002年11月29日にSTUDIOねこぱんちから発売されたアダルトゲームである。

## 概要
Windows用恋愛アドベンチャーゲームとして開発された本作は、発売4日前の2002年11月25日に、音楽あり / なしの2種類の体験版が公開されている。また、2005年8月17日に発売されたメガストア（コアマガジン）10月号の付録DVDには、本作が完全収録された。

## 登場キャラクター
キャラクターの音声は、一部のイベントシーンでしか流れないパートボイスである。

### メインキャラクター
里中 保（さとなか たもつ）
物語の主人公。葦富学園の2年生で、部活動には所属していない。女の子との楽しい青春を目当てにして元女子校のこの学園に進学してきたものの、学園内で強い権力を持つ女子たちに、いいようにこき使われる毎日。そんなある日に出会った妖精モモによって、モテモテ体質を得るのと引き替えに、ウソしかつけなくなってしまう。結果、気になる相手には冷たくしてしまい、苦手な相手は口説いてしまう、「不自由だけどもてる・もてるけど不自由」という境遇に陥る。
また、そのモテモテ体質に付随して、「シャバダバモード」という特殊能力を得る。これは、一時的にフェロモンを多量に分泌して相手の女性をメロメロにした上、キザな台詞で畳み掛けることによって圧倒し、その時点での相手の好感度に関係なく籠絡することを可能にする、というものである。この能力の発動には大きな副作用が伴う。
モモ
声：柘翁そのか
自称「花の妖精」。全長10cm程度。人の不幸を解消することが使命であり、肩を落として歩く保を見てチャンスと思い、近づいた。普通の人間には不可視の存在。モモの姿が見える保は、素晴らしい霊感体質で結構すごいらしい。人の願いをなんでも叶えることができるが、願いを叶えた相手は、その願いの大きさに比例した何らかの制約を課されることになる。
初めはサバ缶を被って登場したため、驚いた保に蹴り飛ばされた。保を「お兄ちゃま」と呼んでナビゲーター役を務めるが、ところどころで性悪な一面を見せる。クワガタの値段の相場など、妙な知識を持っている。口癖は「すぺぺ〜」。語尾もおかしい。

#### メインヒロイン
渡来 美蘭（わたらい みらん）
声：須本綾奈
保のクラスメイト。葦富学園の2年生で、水泳部に所属している。イタリア育ちの、サッカーが大好きな帰国子女。最近転校してきた。間延びした口調が特徴的。学業優秀、スポーツ万能。ゲーム好き。おっとりした性格で誰にでも優しく、学園のアイドル的存在。保の憧れの相手でもある。
両親は、イタリアで運命的な出会いをし、結ばれた。そんなふたりに負けないくらい情熱的な恋愛がしたいと、美蘭は密かに思っている。そんな美蘭に対し、モテモテ体質になった保の好意は、どこか空回りしてしまうようである。名前の由来は、「海外から渡って来た from ミラン」。
御堂 香奈（みどう かな）
声：AYA
保の元クラスメイト。葦富学園の2年生で、部活動には所属していない。保の父親が勤める貿易関係の商社の社長の令嬢。「超絶お嬢様」を自称する。父の昇進云々に自分の言動が影響を与えるのではないか、という弱みから保は香奈に逆らえず、部下同然の扱いを受けている。保が学園でこき使われるようになったのは、女子たちが香奈に便乗したためでもあり、要因の3割くらいは香奈にある。
攻撃的な性格と超人的な体力を持つスポーツ万能な少女であるが、その反面、単純で、頭を使うことが非常に苦手。中身はまるきり子供。保は「おさる」呼ばわりしている。ゴールデン・レトリバーを飼っており、ちゃんと自分で世話もしている動物好き。そんな、過激・凶暴という一方、甘えん坊・寂しがり屋なところもある、俗に言うツンデレ。保のモテモテ体質に大きな影響を受ける。
越知 望（おち のぞむ）
声：マルコ
保の年下の幼馴染。葦富学園の1年生で、部活動には所属していない。保を「お兄ちゃん」とは呼ばないし、朝起こしにも来ない。力関係は保より上。基本的には社交的で友達が多く、学業も優秀なのだが、先天的に影が薄いために地味で、そのためまったく目立っていない。華がない。根暗で少し嫌味なところがある。
お笑い至上主義で、笑いの神の信奉者。本屋でお笑い関連の本を立ち読みしている姿が、よく見られる。寒いギャグを飛ばす相手には、たとえそれが幼馴染の保であっても、ギラリとメガネを光らせて容赦なく説教する。モテモテ体質になったはずの保にも、なぜだか冷めた反応。名前の由来は、「オチを望む」。
花屋敷 環（はなやしき たまき）
声：芹園みや
猫のコスプレをしている、不思議な少女。猫耳と尻尾を付け、和服を着ている。言葉遣いも猫口調アレンジ。コスプレネームはタマ。ファストフード店で出会った保に興味を示し、声を掛ける。初対面の保に「運命を感じる」と告白する。趣味は散歩、昼寝、ごはん食べること。

#### ヒロイン
片桐 千夏（かたぎり ちなつ）
声：Ruru
保のクラス担任。葦富学園の数学教師で、新体操部の顧問をしている。名前の通り夏生まれの24歳。魔性の雰囲気を醸し出す、スタイル抜群の美人。紫色のパンストとメガネがチャームポイント。面倒見の良い姉御肌で、男子生徒からの人気も高い。日々の生活に退屈し、刺激を欲していたところに、突然モテモテ体質になった保が目に留まる。
五代 きくこ（ごだい きくこ）
声：みる
葦富学園の近くにある花屋の娘。母親が入院中で、学校には行かずに働いている。貧乏・不幸という印象を周囲に与える。望の辛気臭さをアマチュアだとすると、きくこはプロ。影を背負って生きている。後ろ向きで暗い雰囲気の少女だが、したたかな一面も持っている。ストーカーのような行動を取ることもある、俗に言うヤンデレ。通称「地雷」。優しい言葉に弱く、保の言葉を真に受けて恋に落ちてしまう。

## スタッフ
- 原画 - 北河トウタ
- 企画 / シナリオ - 千籐まさと
- プログラム - 石川友紀、國分正行
- ディレクター - 國分正行
- 音楽 - K・Kunishima